# Menyhért Lónyay

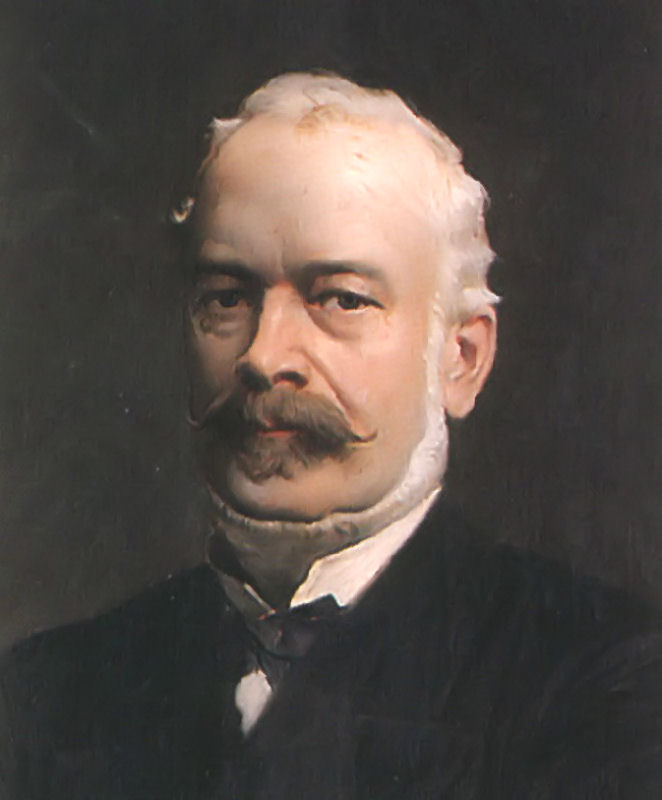
Menyhért Lónyay

Graaf Menyhért Lónyay de Nagylónya et Vásárosnamény (Lónya, 6 januari 1822 - Boedapest, 3 november 1884) was een Hongaars politicus en voor ongeveer een jaar ook premier van Hongarije.

## Leven
Lónyay stamde uit het geslacht Lónyay de Nagy-Lónya et Vásáros-Namény. Hij studeerde rechten in Pest en werd in 1843 kamerlid van de Hongaarse Landdag voor de oppositie onder leiding van Ferenc Deák. In 1845 trouwde hij met Emilia Kappel, met wie hij vier kinderen kreeg. Tijdens de Hongaarse Revolutie van 1848 werd hij onderstaatssecretaris op het ministerie van Financiën. Daarom moest hij na de Hongaarse nederlaag in 1849 het land ontvluchten en kon hij pas uit ballingschap in Parijs naar Hongarije terugkeren, nadat hem amnestie werd verleend in 1850. Vervolgens legde hij zich toe op het bank- en verzekeringswezen en richtte hij in 1858 de eerste Hongaarse verzekeringsmaatschappij op en in 1866 een kredietinstelling.
Na de Ausgleich in 1867 werd Lónyay minister van Financiën in de regering van Gyula Andrássy. Politiek gekentekend door een zeker hervormingsliberalisme, moderniseerde hij het Hongaarse geldwezen en hield bij de staatsfinanciën een strikte besparingskoers aan. Op 21 mei 1870 werd hij dankzij het vertrouwen dat keizer  Frans Jozef in hem stelde benoemd tot gemeenschappelijk Oostenrijks-Hongaars financiënminister. In augustus 1871 werd hij met de titel van graaf in de adelstand verheven en op 14 november van dat jaar werd hij premier van Hongarije.
Toen er in november 1872 beschuldigingen van corruptie in de Hongaarse Rijksdag te berde werden gebracht, trad hij terug als premier op 2 december. In 1875 werd hij alsnog lid van het Magnatenhuis, het toenmalige Hongaarse hogerhuis, en bleef hij tot 1882 lid van de Rijksdag, alsook voorzitter van de Hongaarse Academie van Wetenschappen.